# Moskva oblast
Moskva oblast (russisk: Моско́вская о́бласть, tr. Moskóvskaja óblast; uofficielt bare Подмоско́вье, tr. Podmoskóve) er en af 46 oblaster i Den Russiske Føderation. Oblasten er med et areal på 44.379 km² en af de mindre oblaster, men er med sine 7.708.499 (2021) indbyggere den befolkningsrigeste oblast og blandt Ruslands føderale enheder rangeret efter befolkningsstørrelse den næstmest folkerige, efter byen Moskva. Oblasten omkranser fuldstændigt byen Moskva, der er en føderal by og selvstændig administrativ enhed. Administrationen for oblasten er placeret i Moskva by.

## Geografi
Oblasten ligger i det frugtbare bækken langs floderne Volga, Oka, Kljazma og Moskva. I den nordlige og vestlige del af Moskva oblast er Moskvahøjene, der i Klinsko-Dmitrovskaja højderyggen når op til 285 moh. Mod øst og sydøst ligger Mesjtjorskalavlandet. I sydvest ligger det Centralrussiske Højland.
Indefor oblasten er der over 300 floder og vandløb med en længde på over 10 km, men kun Volga, Oka og Moskva-floden er sejlbare. Moskva-floden løber gennem oblasten fra vest mod øst og udmunder i Oka, der løber gennem den sydlige del af oblasten. I alt er der omkring 350 lavvandede søer i oblasten. Mange af dem opstod under istiden. De største søer i Moskva oblast er Senezj med et areal på 15,4 km² og Svjatoje med et areal på 12,6 km², ud over søerne er der også talrige sumpområder i oblasten, især i Mesjtjorska og Verkhnevolzjskoj lavland. Omkring halvdelen af oblastens område er dækket af skov. Hyppigst forekommer graner, fyrretræer og birketræer.
Almindeligt forekommende pattedyr i Moskva oblast er ræv, grævling, egern, vildsvin, elg, hare og pindsvin. Der findes mere end 170 fuglearter i oblasten, herunder forskellige spætter, drosler, dompaper, nattergale, hvide storke og fiskehejrer. I søer og vandløb findes hork (Gymnocephalus cernua), karusse, karper, brasen, skalle, aborre og gedde. Området er rigt på insektarter. Alene af bierne, er der over 300 arter.
Moskva-regionen har forskellige naturressourcer. Høj kvalitets sand til byggerier og kvartssand til glasindustrien. Der er mange leraflejringer i regionen, blandt andet ildfast ler i Timokhovsk og Prizavodsk udgravningerne i Noginsk rajon og Vlasovo-Gubinsk feltet i Orekhovo-Zujevsk rajon. Området omkring Moskva er kendt for sine kalk- og sandstensforekomster. I oblasten er der store tørveforekomster. I Moskva-regionen udnyttes mange mineralforekomster.

### Grænser
Moskva oblast grænser mod nord op til Tver oblast, mod nordøst op til Jaroslavl oblast, mod øst op til Vladimir oblast, mod sydøst Rjasan oblast, mod syd til Tula oblast, mod sydvest op til Kaluga oblast og Smolensk oblast mod vest.

## Historie
Moskva oblast blev etableret den 14. januar 1929.
 Tekst mangler, hjælp os med at skrive teksten

## Demografi

### Historisk udvikling
Tekst mangler, hjælp os med at skrive teksten

### Etnisk sammensætning
Ifølge folketællingen i 2002 var der 6.618.538 indbyggere i Moskva oblast. Der var 21 anerkendte etniske grupper med over 1.000 personer i Moskva oblast med nedenstående fordeling:

## Administrativ inddeling

### Rajoner
Tekst mangler, hjælp os med at skrive teksten

### Byer
I Moskva oblast er der i alt 80 byer med over 1.000 indbyggere (2006). Størstedelen af byerne har mellem 10.000 og 50.000 indbyggere. De tre største byer er Balasjicha (181.500), Chimki (180.000) og Podolsk (179.700), mens den mindste by er Vereya (4.957). Den ældste by anses for at være Volokolamsk, som stammer fra før 1135. Altså 12 år ældre end Moskva). De fleste byer fik officiel bystatus mellem 1938 og 1940. Den sidste by, der fik officiel status som by, er Golitsjno (2004).

## Økonomi
Moskva oblast er højt industrialiseret, primært indenfor metallurgi, olieraffinering, fødevarer, energi og kemisk industri.
 Tekst mangler, hjælp os med at skrive teksten